# Туземный район
Тузе́мный райо́н — единица административно-территориального деления РСФСР в 1920-е годы. Туземные районы образовывались на территориях, населённых малочисленными народами Севера — ненцами, хантами, манси, чукчами, эвенками, эвенами и другими. Туземные районы, как правило, входили в состав уездов или районов (например Туруханский район в 1928—1930 годах включал Илимпийский, Тазовский и Хатангский туземные районы), но могли подчиняться напрямую областным или краевым властям.
Органами власти в туземных районах были местные советы (туземные, родовые, юртовые) и ТузРИК (туземный районный исполнительный комитет), в состав которых входили представители местных народов (при этом в ТузРИКе обязательно был хотя бы один грамотный русский). К ведению органов власти туземных районов относились запись актов гражданского состояния, суд по административным делам, сбор статистики и т.п. Более важные вопросы (например, уголовный суд) относились к юрисдикции вышестоящих «русских» органов власти.
После того, как в 1929—1930 годах были образованы национальные округа и национальные районы и сельсоветы для народов Севера, термин «туземный район» выходит из употребления. Однако в ряде официальных документов он встречается до конца 1940-х годов.

## Список туземных районов

### Дальневосточный край
По состоянию на 1929 год.
- Амурский округ
  - Верхне-Селемджинский
  - Верхне-Буреинский народа эвенки (тунгусов)
- Зейский округ
  - Джелтулакский ороченский
  - Сугджаро-токский ороченский
- Камчатский округ
  - Анадырский чукчей
  - Быстринский ламутский
  - Восточный корякский
  - Гижигинско-пенжинский корякский
  - Горно-анадырский народа одул (юкагир) и племени чуванцев
  - Ительменский
  - Островной алеутский
  - Северный чукчей
  - Тигильский корякский
  - Эскимосский
- Николаевский округ
  - Амгунский племени негда
  - Амурский гилякский
  - Болонский гольдский
  - Горинский племени самагир
  - Лиманский гилякский
  - Тугуро-чумиканский народа эвенки (тунгусов)
  - Туземный племени ульча
- Охотское побережье
  - Ольский народа эвенки (тунгусов)
  - Охотско-аянский народа эвенки (тунгусов)
- Сахалинский округ
  - Восточный гиляков, ороков и эвенки (тунгусов)
  - Западный гилякский
- Сретенский округ
  - Витимо-Каренгский ороченский
- Хабаровский округ
  - Амуро-тунгусский гольдов, эвенки (тунгусов) и удэ
  - Самаргинский народа удэ
  - Советский племени орочи
  - Торгонский гольдский
  - Хоро-онюйский народа удэ

### Западно-Сибирский край—Новосибирская область—Томская область
- Нарымский округ
  - Тымский туземный район